# Arquidiocese de Joanesburgo
A Arquidiocese de Joanesburgo (Archidiœcesis Ioannesburgensis) é uma circunscrição eclesiástica da Igreja Católica situada em Joanesburgo, na África do Sul. É fruto da elevação da antiga Diocese de Joanesburgo, este criado em 1951 a partir do vicariato apostólico de Joanesburgo, que por sua vez era o Vicariato apostólico de Transvaal, originado a partir de 1904, da prefeitura apostólica do Transvaal, criado em 1886 a partir do vicariato apostólico de Natal, atual Arquidiocese de Durban. Seu atual arcebispo é o cardeal Stephen Brislin. Sua sede é a Catedral do Cristo Rei, em Joanesburgo.

## Prelados
Cronologia da administração local:
| #                              | Nome                                | Período    | Notas                             |
| Arcebispos                     | Arcebispos                          | Arcebispos | Arcebispos                        |
| ------------------------------ | ----------------------------------- | ---------- | --------------------------------- |
| 2º                             | Stephen Cardeal Brislin             | 2024-      | Atual                             |
| 1º                             | Buti Joseph Tlhagale, O.M.I.        | 2007-2024  |                                   |
| Bispos                         |                                     |            |                                   |
| 4º                             | Buti Joseph Tlhagale, O.M.I.        | 2003-2007  |                                   |
| 3º                             | Reginald Joseph Orsmond             | 1984-2002  |                                   |
| 2º                             | Joseph Patrick Fitzgerald, O.M.I.   | 1976-1984  |                                   |
| 1º                             | Hugh Boyle                          | 1954-1976  |                                   |
| Bispo auxiliar                 |                                     |            |                                   |
|                                | Duncan Theodore Tsoke               | 2016-2021  | Nomeado Bispo de Kimberley        |
|                                | Zithulele Patrick Mvemve            | 1986-1994  | Nomeado Bispo de Klerksdorp       |
|                                | Reginald Joseph Orsmond             | 1983-1984  | Elevado a Bispo                   |
|                                | Peter Fanyana John Butelezi, O.M.I. | 1972-1975  | Nomeado Bispo de Umtata           |
| Vigários apostólicos           |                                     |            |                                   |
| 4º                             | William Patrick Whelan, O.M.I.      | 1950-1954  | Nomeado Arcebispo de Bloemfontein |
| 3º                             | David O'Leary, O.M.I.               | 1925-1950  |                                   |
| 2º                             | Charles Cox, O.M.I.                 | 1914-1924  |                                   |
| 1º                             | William Miller, O.M.I.              | 1904-1912  |                                   |
| Vigários apostólicos coadjutor |                                     |            |                                   |
|                                | William Patrick Whelan, O.M.I.      | 1948-1950  |                                   |